# Delonix decaryi
Espèce
Statut de conservation UICN

 VU  : Vulnérable
Delonix decaryi est une espèce de plantes à fleurs de la famille des Fabaceae. C'est un arbre trouvé à Madagascar.

## Description
C'est un arbre.

## Répartition et habitat
Ce taxon se rencontre à Madagascar (sud et sud-ouest de Madagascar).
C'est un arbre qui pousse principalement dans le biome du désert ou des arbustes secs.

## Systématique
Le nom correct complet (avec auteur) de ce taxon est Delonix decaryi (R.Vig.) Capuron.
L'espèce a été initialement classée dans le genre Poinciana sous le basionyme Poinciana decaryi R.Vig..
Delonix decaryi a pour synonyme :
- Poinciana decaryi R.Vig.